# Гигия (Астурия)
Гигия — древний город, основанный римлянами на холме Санта-Каталина на побережье Бискайского залива в Испании. Ныне на этом месте находится город Хихон.
В те времена это было удобное место для города с точки зрения безопасности, потому что холм находился на полуострове, который во время морского прилива превращался в остров. До прихода римлян кельты, которые населяли эти места с незапамятных времён, уже построили на этом холме ряд оборонительных сооружений.
Порт Гигии представлял собой важный транспортный узел, через который проходило множество судов, гружёных продовольствием, винами, оливковым маслом, керамикой и направлявшихся в порты Галлии и Средиземноморья. В Римской империи был очень популярен местный соус «гарум», в рецепт приготовления которого входили вино, рыба и соль. До настоящего времени сохранились руины общественных терм (бань) и римской виллы.

## Топонимические споры
Не все историки согласны с тем, что Гигия находилась на месте нынешнего Хихона. Например, географические координаты Гигии, которые указывает Птолемей (Geográfica II, 6, 28), в точности соответствуют нынешнему городу Сеа:
- Maliaca 10º 20' 44º
- Gigia 11º 30' 43º 45'
- река Bergidum 8º 30' 44º 10'

По правилам этимологии, трансформация слова «Гигия» в «Сеа» считается возможной, а в «Хихон» — невозможной.
Мигель де Унамуно считал, что название «Хихон» могло произойти от латинского «Saxum» (холм, скала) следующим способом: saesu — saixu — xeixo — sexo — xixo. На самом деле, в лингвистике астуро-леонские слова ещё сохранились: в Саламанке «Jijo» называется круглый камень, используемый для игр; в Саморе до сих пор местные жители называют камень из кварца «geijo» или «xeixu». А в Сан-Педро-де-ла-Наве-Альмендра, в провинции Самора, есть топоним «cuesta el geijo».